# Hohenfeld (Odenthal)
Hohenfeld ist ein Ortsteil in Oberodenthal in der Gemeinde Odenthal im Rheinisch-Bergischen Kreis. Er befindet sich am Ende einer Sackgasse, die von Oberborsbach nach Norden abzweigt. Weiter nördlich liegt Höffe.

## Geschichte
Die Ortschaft war weniger als 7,5 km von der Pfarrkirche St. Pankratius entfernt und gehörte damit zum Pfarrbezirk Odenthal.
Der Ort ist auf der Topographischen Aufnahme der Rheinlande von 1824 und auf der Preußischen Uraufnahme von 1840 als Hohe Feld verzeichnet. Ab der Preußischen Neuaufnahme von 1892 ist er auf Messtischblättern regelmäßig als Hohenfeld oder ohne Namen verzeichnet.
| Jahr | Einwohner | Wohn- gebäude | Kategorie  | Bemerkung     |
| ---- | --------- | ------------- | ---------- | ------------- |
| 1845 | 17        | 2             | Ackergüter | gen. Hohefeld |
| 1871 | 14        | 2             | Hofstelle  |               |
| 1885 | 6         | 3             | Ortschaft  |               |
| 1895 | 12        | 2             | Ortschaft  |               |
| 1905 | 11        | 2             | Ortschaft  |               |